# Maculinea vesubia
Maculinea vesubia är en fjärilsart som beskrevs av Hans Fruhstorfer 1917. Maculinea vesubia ingår i släktet Maculinea och familjen juvelvingar. Inga underarter finns listade i Catalogue of Life.